# حارة بيت الوشاح (صنعاء)
بيت الوشاح هي إحدى حارات حي بني حوات بمدينة الروضة شمال العاصمة اليمنية "صنعاء"، بلغ تعداد سكانها 370 نسمة حسب تعداد اليمن لعام 2004.